# Stanisław Galas
Stanisław Galas (ur. 28 kwietnia 1910 r. w Tuchowie, zm. 14 stycznia 1987 r. w Wejherowie) – polski duchowny katolicki, proboszcz parafii w Brzeźnie Lęborskim (1952-58) i Kostkowie (1958-87). 

## Życiorys
Urodził się 28 IV 1910 r. w Tuchowie (pow. Tarnów) jako najstarszy syn z ośmiorga dzieci Jana Galasa i Julii z d. Sekubowskiej. Ojciec był listonoszem i drobnym rolnikiem. Po ukończeniu 7. klasy Szkoły Powszechnej w Tuchowie Stanisław złożył egzamin do IV klasy II Państwowego Gimnazjum Neoklasycznego w Tarnowie i tu po ukończeniu ośmiu klas starego typu zdał egzamin dojrzałości w 1930 r. Po roku przerwy kuracyjnej na złośliwą chorobę płuc wstąpił do Seminarium Duchownego w Tarnowie, które ukończył w 1936 r. Z powodu choroby i operacji ślepej kiszki w czerwcu 1936 r. święcenia kapłańskie otrzymał z rąk ks. biskupa Edwarda Komara dopiero 27 września 1936 r. w rodzinnym Tuchowie w kościele OO. Redemptorystów, po odbyciu rekolekcji w tym klasztorze. Jako wikariusz pracował w Nowym Rybiu, następnie pomagał choremu proboszczowi w Hryszycach. W czasie wojny był wikariuszem w Nagoszynie i Żegocinie.
W 1945 r. po krótkiej administracji parafii Stopnice oraz Pisarzowa uzyskał urlop z diecezji tarnowskiej do pracy na Ziemiach Odzyskanych. W styczniu 1946 r. został przyjęty do Administracji Apostolskiej Gorzowskiej przez ks. infułata Edmunda Nowickiego. Pierwszą placówkę Drawno, z wieloma kościołami filialnymi, musiał opuścić z powodu słabego zdrowia. Następnie objął funkcję ojca duchownego w Niższym Seminarium Duchownym w Słupsku (1948-1949). Zwolniony po roku na własną prośbę, został kapelanem Sióstr Franciszkanek i rektorem kościoła św. Ottona w Słupsku. Równocześnie przez rok był katechetą Szkoły Powszechnej nr 2 Słupsku, a w latach 1950-51 katechizował w czterech Szkołach Średnich Zawodowych w Słupsku. W czasie wakacji 1951 r. administrował chwilowo parafie w Boczowie, Torzymiu, Goraju, Wierzbnie i Kropiejewsku. 

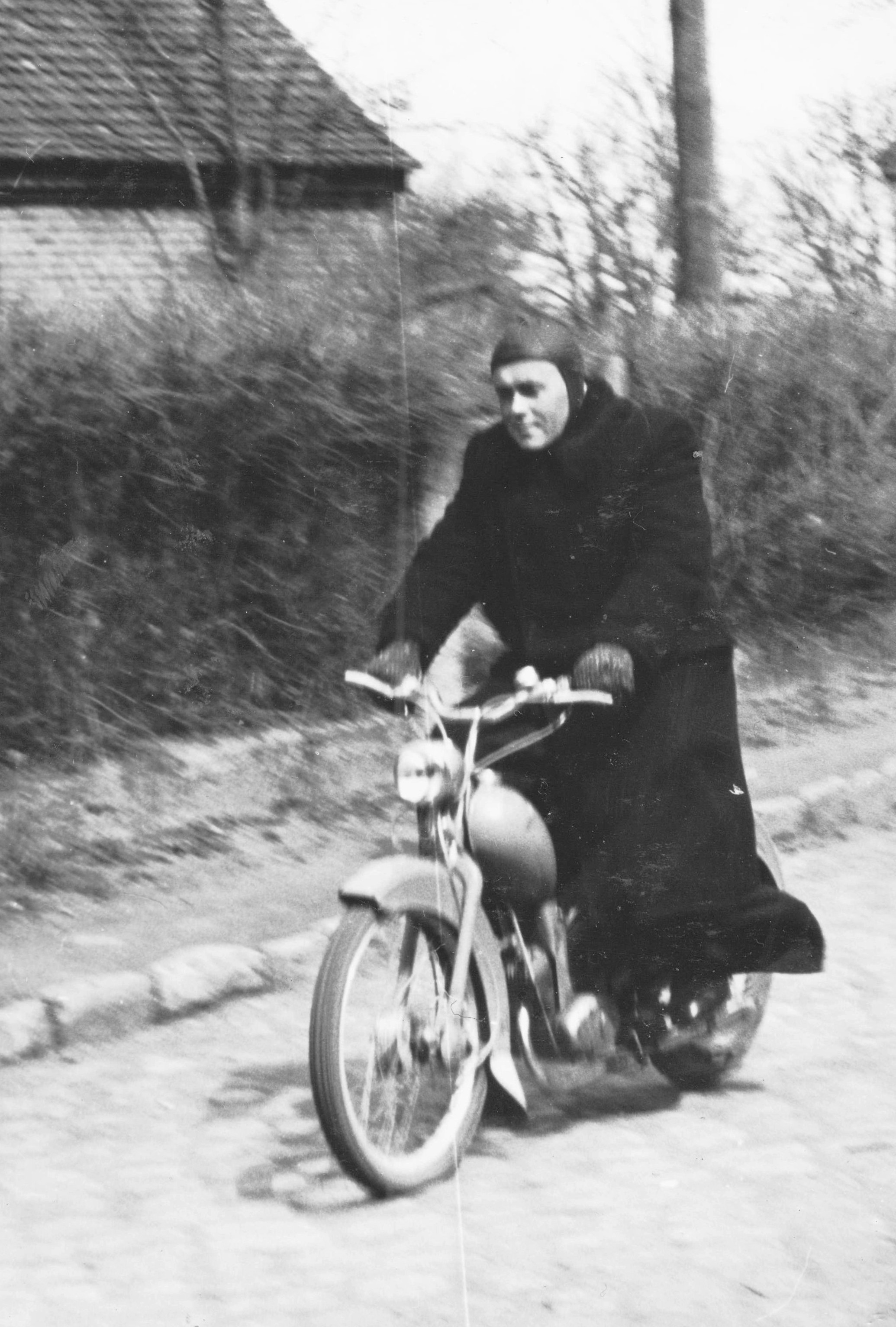
Ks. Stanisław Galas w drodze z Brzeźna Lęborskiego do Kostkowa (1958 r.)

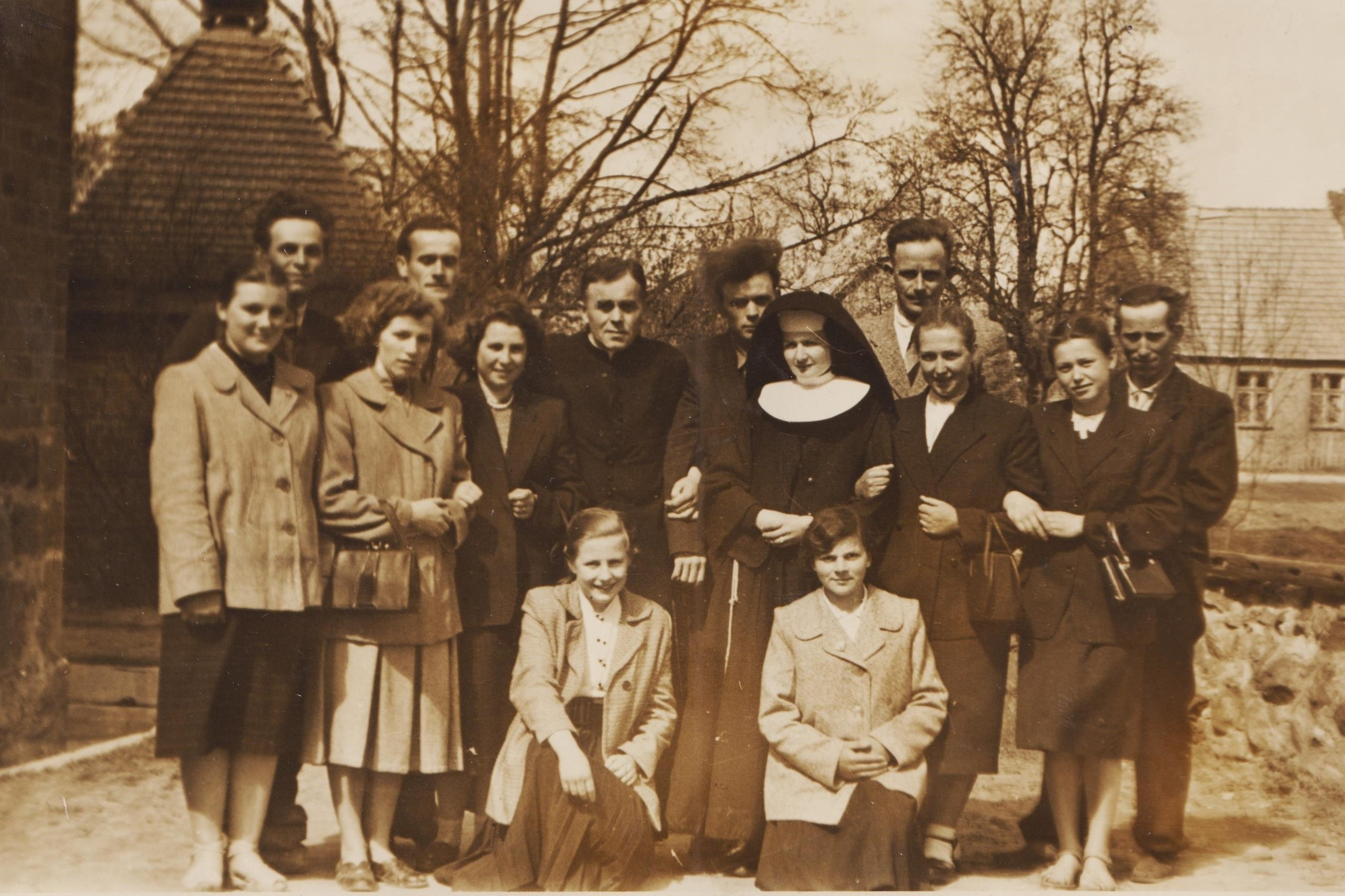
Ks. Stanisław Galas w Brzeźnie Lęborskim z chórem parafialnym i siostrą organistką (ok. 1954)

1 kwietnia 1952 r. został mianowany proboszczem w parafii św. św. Piotra i Pawła w Brzeźnie Lęborskim. Początki pracy duszpasterskiej nie były łatwe. Mieszkał sam na plebanii w pustych pokojach. Stołował się w sąsiedztwie u starszej już wiekiem p. Pietrusiewiczowej, a gorliwi parafianie (p. Skrzyńscy, p. Adamscy) zapobiegali w pierwszych potrzebach swego ks. proboszcza. Trzeba było pomyśleć o nauce religii w szkole. Nie było czym dojeżdżać. Miał ks. proboszcz swój rower i na nim więc zaczął swą misję w trudnych i dalekich dojazdach. Nie zrażał się niczym i zabrał się do tej zbożnej pracy z całym entuzjazmem, zapominając zupełnie o sobie, o swoich potrzebach. Cały oddał się sprawom duszpasterskim w nowej parafii.
Ważną uroczystością w życiu parafii było procesyjne wprowadzenie do kościoła i uroczyste poświęcenie kopii cudownego obrazu Matki Bożej Nieustającej Pomocy, zakupionej u ojców redemptorystów w Toruniu. Poświęcenie odbyło się 12 kwietnia 1953 r., a dokonał go zaproszony gość – redemptorysta o. Józef Krok z Braniewa. Obraz ten do dzisiaj znajduje się w głównym ołtarzu kościoła. Ks. Galas wprowadził zwyczaj odprawiania w każdy czwartek nieustającej nowenny ku czci Matki Bożej i sam spędzał na modlitwie długie wieczory modląc się o nawrócenie swoich parafian. Jesienią 1953 r. przystąpiono do wzniesienia nowego ołtarza głównego, którego projekt, zatwierdzony przez kurię gorzowską, przygotował Kazimierz Cieśla z Tuchowa. Prace stolarskie przy ołtarzu wykonał Maciej Mach z Kisewa, natomiast rzeźby i zdobienia wykonał sam projektant. Prace przy ołtarzu zakończono w maju 1954 r., a 6 czerwca miało miejsce uroczyste poświęcenie, którego dokonał ks. kanonik Ferensowicz, dyrektor Niższego Seminarium Duchownego w Słupsku. 
W lipcu 1956 r. proboszcz otrzymał wsparcie w postaci wikarego ks. Stanisława Stopy, dzięki czemu mógł objąć posługą duszpasterską także opuszczony, poewangelicki kościół w Salinie (ok. 9 km od Brzeźna). Trudne były warunki komunikacji. Ks. proboszcz dawał samochód ks. wikariuszowi, sam zaś czekał na furmankę, np. zimą, a gdy ta zawiodła, to szedł pieszo do szkoły, wstępując jeszcze do chorych z Panem Jezusem i słowem pociechy. Najważniejszym przedsięwzięciem sześcioletniej posługi ks. Galasa w Brzeźnie było podjęcie budowy nowej, dużej plebanii, która miała zapewnić lepsze warunki życia zarówno proboszczowi i wikaremu, jak i pracującym stale w parafii siostrom zakonnym. Projektowana plebania miała być na tyle obszerna, żeby pomieścić również salę na przedszkole. Do zimy 1957/58 ukończono fundamenty, a ks. dziekan Zygmunt Śliwka z Lęborka poświęcił kamień węgielny. Dalsze prace napotkały na poważne trudności. Brakowało przede wszystkim materiałów budowlanych, np. cegły, by dokończyć budynek „pod dach”. Proboszcz jeździł prawie po całej parafii a gdzie zobaczył choćby kawałek muru, czy jakieś szyny, to rozbierał razem z ludźmi, którzy przywieźli później do budowy. Drewno na dach podarowali w większości parafianie, którzy dysponowali jakimś kawałkiem własnego lasu. Już w marcu 1958 r. kuria biskupia w Gorzowie poleciła ks. Galasowi objąć posługą duszpasterską również sąsiednią parafię w Kostkowie, oddalonym od Brzeżna, w zależności od trasy, o 15-20 km. Mimo posiadania wikarego i samochodu objeżdżanie tak rozległego terenu okazało się na dłuższą metę niemożliwe, dlatego 11 sierpnia tego roku proboszcz – na polecenie kurii gorzowskiej – opuścił Brzeźno i przeniósł się wraz z wikarym i siostrami do Kostkowa, pozostawiając niedokończoną budowę nowej plebanii.
Zarówno w Brzeźnie, jak i w Kostkowie, okazał się kapłanem nietuzinkowym, daleko wykraczającym poza stereotypowe wyobrażenia na ten temat. Dowodzą tego liczne wspomnienia zebrane przez komitet redakcyjny pod przewodnictwem proboszcza w Kostkowie ks. Roberta Mayera, przy okazji ustanowienia ks. Galasa patronem miejscowego gimnazjum (2001). Jednym z najbliższych przyjaciół ks. Galasa był ks. profesor Bolesław Kumor (1925-2002), historyk Kościoła z KUL, który jeszcze jako student historii postanowił spędzić wakacje nad morzem i z polecenia swoich znajomych trafił latem 1954 r. na plebanię w Brzeźnie. Wizyta ta okazała się brzemienna w skutki i zaowocowała wieloletnią serdeczną przyjaźnią, trwająca aż do śmierci ks. Galasa. Na Wielkanoc w 1955 r. – wspominał po latach historyk – pojechałem również do Brzeżna. Na Triduum Sacrum podzieliliśmy się pracą duszpasterską: ja miałem celebrować, głosić kazania, święcić i spowiadać w Brzeźnie i Łęczycach, a ks. Galas w Świetlinie i Salinie. Do dyspozycji na te odległości był nadal tylko jeden rower, korzystał z niego ks. Galas. Jego gorliwość duszpasterska zalecała, by każdy z nas celebrował w Triduum Sacrum dwa razy, nabożeństwa mogły się więc odbywać w każdym kościele. Spowiadaliśmy całą noc [sic!], ja zakończyłem spowiedź w Wielki Piątek koło piątej nad ranem, a jeszcze później ks. Galas. Koło 6.00 godziny przyjechał na zepsutym rowerze (właściwie przyszedł) do Łęczyc i stąd poszliśmy do Brzeźna, by pościć, spowiadać, głosić ewangelię i celebrować. […] Pamiętam, że w uroczystość Wielkanocną ze względu na ówczesne przepisy o poście eucharystycznym mogliśmy obydwaj dopiero wieczorem o godzinie 19.00 spożyć pierwszy posiłek u pani Labudowej w Świetlinie. On nie tylko oddawał parafianom czas, zdrowie i wszystkie siły, ale podejmował dla nich niezwykłe umartwienia, chociażby to, że przez cały dzień Zmartwychwstania Pańskiego nie jadł nic i nie pił nic, bo wówczas woda łamała post eucharystyczny.
Jednym z najbardziej charakterystycznych rysów duchowości ks. Galasa, który podkreślają wszyscy autorzy wspomnień, była wielka wrażliwość na los ubogich i zaniedbanych moralnie. O tym pisze również ks. Kumor. Właściwie wszystko, co miał, rozdawał. Gdyby siostry sercanki pewnych rzeczy z ubrania nie zamykały, to i te by rozdał. Gdy ktoś mówił, że nie chodzi do kościoła, bo nie ma butów, dawał mu buty. Gdy mówił, że nie ma ubrania, dawał mu ubranie. Chodził zawsze w tej samej wyszarzałej sutannie. […] Często na plebanii brakowało chleba na śniadanie, bo go wcześniej rano ksiądz rozdał proszącym. Ze wszystkim, co miał, dzielił się, ale i ludzie dzielili się z nim wszystkim, co mieli. Ogromnie go szanowali i cenili. My byśmy życie za niego dali – tak mówili, słyszałem to na własne uszy. Za posługę kapłańską nigdy nie żądał jakiegoś datku. […] Znał wszystkich po imieniu. Był dobrym Pasterzem. […] Był tak lubiany, szanowany i kochany, że gdy pociąg jechał, a on dał znak ręką, to pociąg się zatrzymał, by go zabrać.
Jerzy Dominik z Kostkowa: Świadomość, że ktoś, choćby nawet jedna osoba, oczekuje na mszę św., pchała go przez głęboki śnieg do odległego o 12 km Salina. Nie było siły, która by go zatrzymała. […] Dużo czasu i serca poświęcał ludziom ubogim, a zwłaszcza nadużywającym alkoholu. Robił wszystko, by ich ratować. Widział w nich ludzi chorych, potrzebujących pomocy. Często zdarzało się, że wykorzystywali jego dobroć i zaufanie. On jednak na to nie baczył. W zamian miał nieprzyjemności ze strony sióstr, które starały się i zapobiegały, by na plebanii niczego nie brakowało. Musiały bardzo uważać, aby ksiądz nie wyniósł z plebanii wszystkiego. […] Gdy zrozumiał, że popełnił nietakt lub postąpił źle, wtedy przeprosinom nie było końca. Długo prosił o wybaczenie litościwym słowem „wybaczcie”. 
Anonimowa parafianka z Salina: Księdza Stanisława Galasa poznałam ok. 35 lat temu, gdy przyjechał do Brzeźna Lęborskiego jako proboszcz. Czasy były wtedy bardzo ciężkie. Nie jeździł przez Brzeźno żaden autobus (nawet nikt nie widział, co to takiego). Ksiądz Galas musiał się dostać do Łęczyc i Świetlina odległych od 10-15 km, bo tam były małe kościółki filialne, więc ludzie wozili go wozami na żelaznych kołach i drogą po „kocich łbach”. Jeśli nie było wozu, szedł na piechotę. Nigdy nie narzekał. […] Kiedyś ksiądz Galas jechał pociągiem z Wejherowa do Lęborka. Spotkał tam człowieka, który miał podarte buty, więc zdjął swoje i dał temu człowiekowi, a sam od stacji Godętowo poszedł do Brzeźna w samych skarpetkach, a była to późna jesień i był już mróz. […] Opowiadały mi siostry, że jeśli ksiądz zobaczył człowieka po alkoholu, to nie spał wtedy w łóżku, tylko na ziemi i modlił się za tego pijanego. To łóżko było żelazne i miało siennik ze słomy. Kiedy miał przyjechać biskup, siostry długo musiały prosić księdza, żeby kupić tapczan. Mówił: Ja śpię na łóżku żelaznym, a biskup nie może? […].
Ksiądz kanonik Stanisław Galas zmarł wskutek choroby nowotworowej w szpitalu w Wejherowie 14 stycznia 1987 r. Pochowano go na cmentarzu w Kostkowie, nieopodal wejścia.

## Upamiętnienie
W 2001 r. ks. Galas został patronem utworzonego wówczas gimnazjum w Kostkowie, a po jego likwidacji patronat ten został w 2023 r. przeniesiony na Samorządową Szkołę Podstawową w tejże miejscowości. Od 2007 r. jego imię nosi również ulica, przy której znajduje się szkoła, a od 2014 r. także jedna z ulic w Rybnie (gm. Gniewino). 

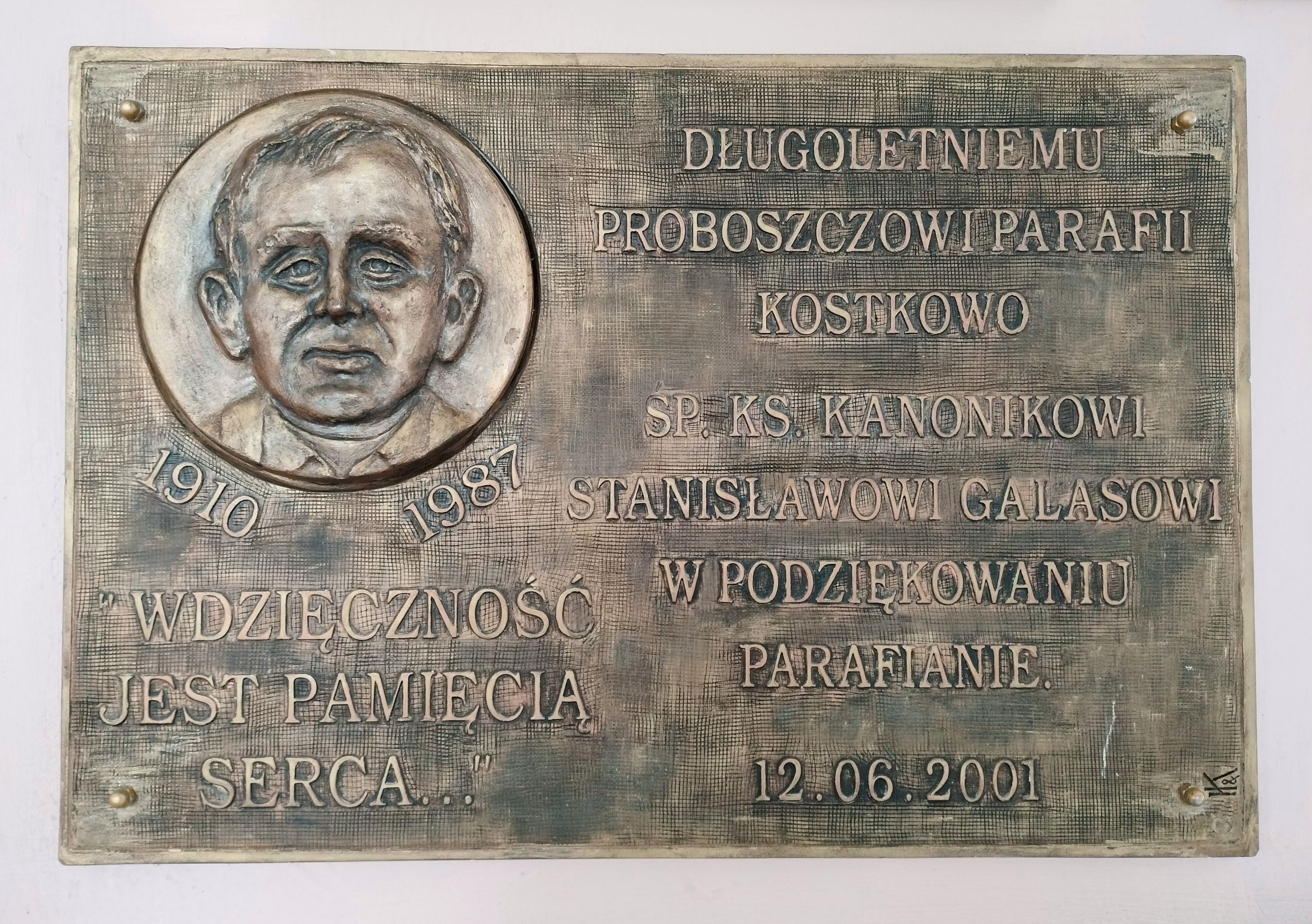
Tablica upamiętniająca ks. Stanisława Galasa w kościele filialnym w Salinie (parafia Kostkowo).

W 2001 r. w kościele filialnym parafii Kostkowo w Salinie wmurowano tablicę upamiętniającą posługę ks. Galasa w tym kościele. 

W 2022 r. imieniem księdza Galasa nazwano skwer koło kościoła w Brzeżnie Lęborskim, na którym pod koniec tego roku wspólnymi siłami parafii, sołectwa i wójta gminy Łęczyce ustawiono kamień z tablicą pamiątkową ku jego czci. Uroczystego poświęcenia kamienia dokonał biskup pelpliński dr Ryszard Kasyna w dniu 10 maja 2023 r.

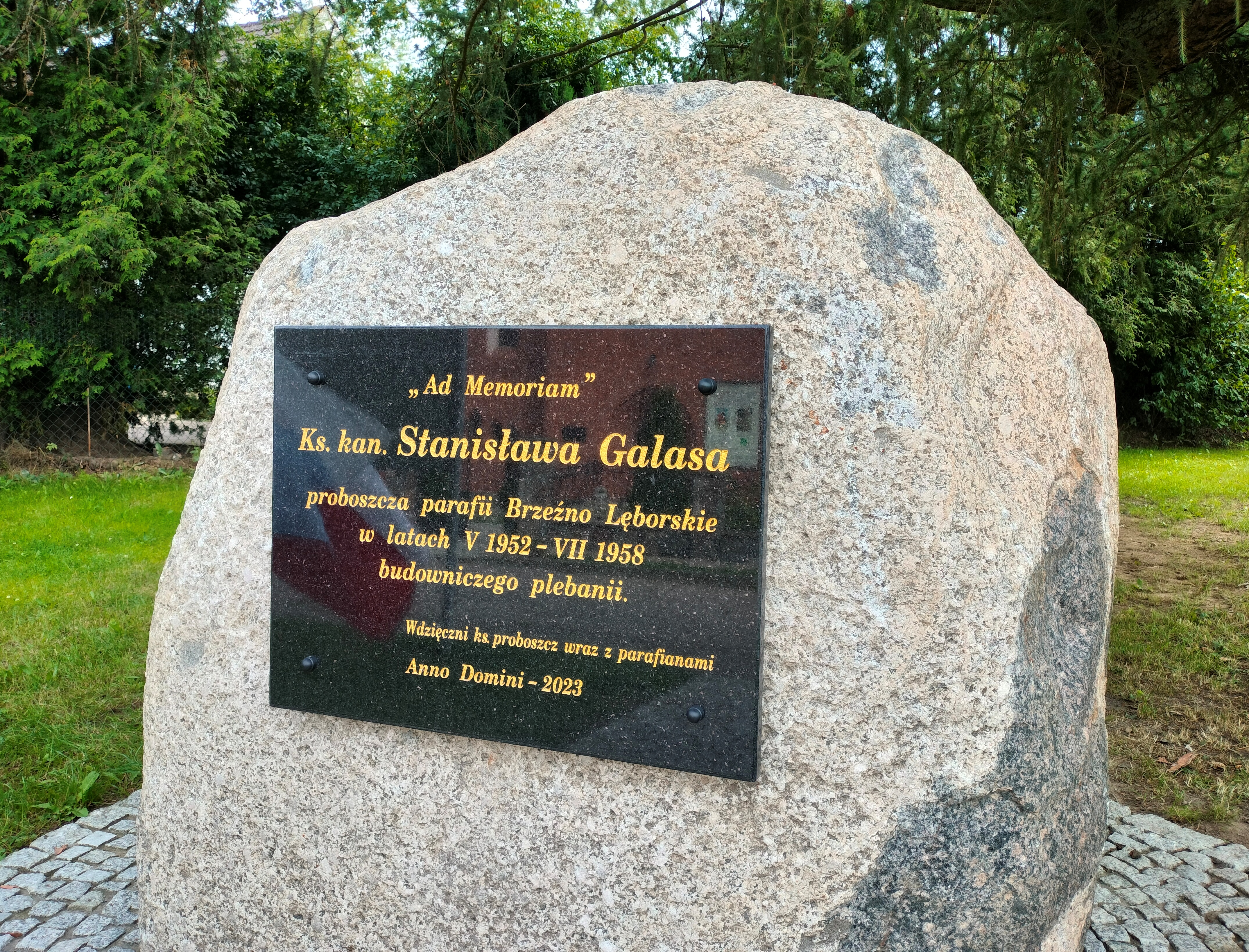
Głaz z tablicą ku czci ks. S. Galasa w Brzeźnie Lęborskim (na skwerze jego imienia obok kościoła).